# Michael Reihs
Michael Reihs (Silkeborg, 25 d'abril de 1979) va ser un ciclista danès professional des del 2001 i actualment a l'equip Team Virtu Cycling.

## Palmarès
- 2010
  - Vencedor d'una etapa de la Tropicale Amissa Bongo
- 2011
  - 1r a la Himmerland Rundt